# Antipus urikkana
Antipus urikkana es un coleóptero de la familia Chrysomelidae.
Fue descrita científicamente por primera vez en 1983 por Tomov.